# Saccharum maximum
Saccharum maximum är en gräsart som först beskrevs av Adolphe-Théodore Brongniart, och fick sitt nu gällande namn av Carl Bernhard von Trinius. Saccharum maximum ingår i släktet Saccharum och familjen gräs. Inga underarter finns listade i Catalogue of Life.